# Aéroport international de Peshawar
L'aéroport international de Peshawar (code IATA : PEW • code OACI : OPPS) est un aéroport du Pakistan situé dans la ville de Peshawar. C'est le quatrième plus important du pays quant au trafic. Une particularité, partagée avec l'aérodrome de Manakara à Madagascar et l'aérodrome de Gisborne en Nouvelle-Zélande, de l'aéroport est qu'une ligne de train menant vers la passe de Khyber, la ligne de la passe de Khyber (en), traverse l'unique piste (cette ligne est hors service depuis la mousson de 2008 qui a emporté un pont, alors qu'elle avait déjà subi d'importants dommages les deux années précédentes). 
La Pakistan International Airlines relie cet aéroport avec six autres villes pakistanaises : Chitrâl, Dera Ismail Khan, Islamabad, Karachi, Lahore et Faisalabad. 

## Situation
| Bahawalpur Chitral Dalbandin Dera Ghazi Khan Dera Ismail Khan Faisalabad Gilgit Gwadar Islamabad Karachi Lahore Moenjodaro Multan Nawabshah Panjgur Peshawar Quetta Rahim Yar Khan Sialkot Sawan Sehwan · Sharif Sindhri Skardu Sukkur Turbat Zhob |

## Compagnies et destinations
| Compagnies                      | Destinations |
| ------------------------------- | --- |
| Air Arabia                      | Ras el Khaïmah, Charjah |
| Airblue                         | Abou Dabi, Dubaï, Karachi-Jinnah, Djeddah - Roi-Abdelaziz                                                                                  |
| Emirates                        | Dubaï |
| Gulf Air                        | Manama-Bahreïn |
| Pakistan International Airlines | Abou Dabi, Chitral (en), Dubaï, Islamabad-Benazir Bhutto, Djeddah - Roi-Abdelaziz, Karachi-Jinnah, Kuala Lumpur, Mascate, Riyad-roi Khaled |
| Qatar Airways                   | Doha-Hamad |
| Saudia                          | Djeddah - Roi-Abdelaziz, Riyad-roi Khaled, Médine-Prince M. Bin Abdulaziz                                                                  |
| Serene Air                      | Karachi-Jinnah |

Édité le 11/03/2018